# Corail (cuisine)
Pour les articles homonymes, voir Corail (homonymie).

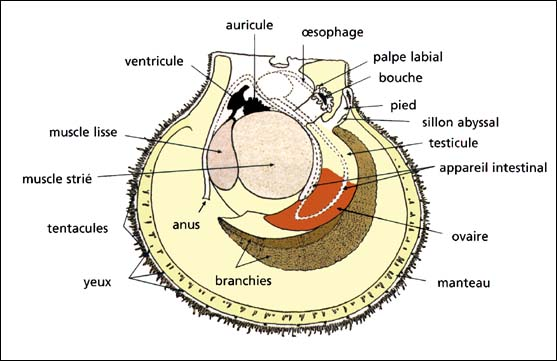
Anatomie de la coquille Saint-Jacques.

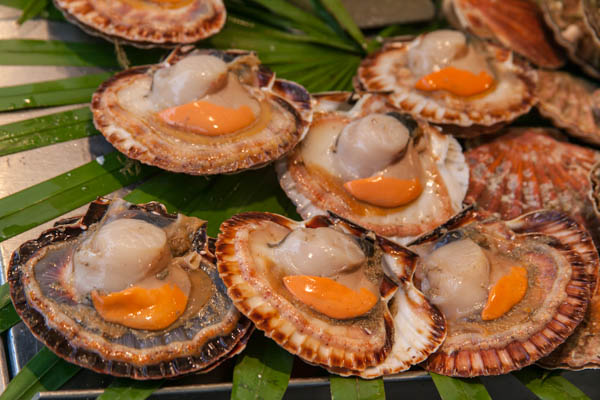
Plateau de coquilles Saint-Jacques. Le corail correspond à la partie orangée.

Le corail est le terme utilisé en cuisine pour désigner les gonades de certains mollusques comme le pétoncle ou la coquille Saint-Jacques, ou les œufs en formation de certains crustacés, comme le homard[réf. souhaitée].

## Description
Chez la coquille Saint-Jacques, espèce hermaphrodite, la glande génitale appelée corail est constituée de deux parties : l'une mâle, blanc ivoire (à ne pas confondre avec le pied) ; l'autre femelle, rouge orangé. Ces deux parties n'arrivent pas à maturité simultanément, les gamètes mâles précédant généralement les femelles (protandrie).